# رومن نيكولوف
رومن نيكولوف (بالبلغارية: Румен Николов)‏ هو لاعب كرة قدم بلغاري في مركز الهجوم، ولد في 5 فبراير 1990 في فارنا في بلغاريا. شارك مع منتخب بلغاريا تحت 21 سنة لكرة القدم. أما مع النوادي، فقد لعب مع نادي تشيرنو مور فارنا.

## وصلات خارجية
- رومن نيكولوف على موقع قاعدة بيانات كرة القدم.إي يو (الإنجليزية)
- رومن نيكولوف على موقع Soccerway.com (الإنجليزية)
- رومن نيكولوف على موقع عالم كرة القدم.نت (الإنجليزية)